# Enclave (hockey sur glace)

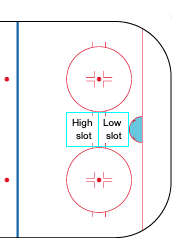
Schéma du terrain de hockey illustrant l'enclave. "High slot" correspond à l'enclave haute, "Low slot" à l'enclave basse.

Pour les articles homonymes, voir Enclave.
L'enclave est une zone de la patinoire de hockey sur glace directement face au gardien de but entre les deux cercles de mise-au-jeu. Elle est parfois identifiée à tort comme le territoire de but. Elle est considérée comme la meilleure zone pour marquer des buts.
L'enclave haute est la zone qui part du haut des cercles, le plus loin du gardien de but pour finir de chaque côté aux marques délimitant la position des joueurs autour du point d'engagement.
La délimitation du début de l'enclave est litigieuse. En général, c'est au défenseur de surveiller dans l'enclave les joueurs en position d'attaque, alors que les ailiers doivent couvrir les joueurs attaquants dans l'enclave haute. Puisque l'enclave haute est protégée par un ailier offensif et non un défenseur, les attaquants se déplacent souvent dans cette aire afin d'attendre l'opportunité pour se déplacer devant le but pour une occasion de but. Le centre essaie traditionnellement de se positionner dans cette zone, lorsque son équipe est en possession du palet (rondelle) en zone offensive.